# Compos Mentis
|  | Maskinoversættelse og/eller tvivlsomt indhold Denne sides indhold bærer præg af at være en maskinoversættelse og/eller meget dårligt og uklart formuleret. Det vurderes at sproget er så dårligt og eventuelt forkert eller til at misforstå, at det bør omskrives eller oversættes på ny. Du kan hjælpe med at oversætte til korrekt dansk i denne og lignende artikler. Hvis dette ikke sker inden for kort tid, kan en sletning komme på tale. Se evt. denne sides diskussionsside eller i artikelhistorikken. |

Compos Mentis er et dansk melodisk dødsmetal/sortmetal-band, som blev dannet i Vojens. Bandet har så vidt udgivet tre indspilninger Quadrology of Sorrow, Fragments of a Withered Dream og Gehennesis i perioden 2000-2007. 

## Historie

### 1996–2004
Bandet startede i 1996 oprindeligt som et Metallica-jamband, udgav demoen Quadrology of Sorrow i 2000, skrev pladekontrakt med Lost Disciple Records i 2001 og udgav debutalbummet Fragments of a Withered Dream i 2003, som blev modtaget med gode anmeldelser og bl.a. opnåede en andenplads i kategorien "Bedste danske metal udgivelse" ved årets Danish Metal Awards (DMeA). Bandet var desuden på en turné med bandet Illdisposed i samme år.

### 2005–2010
Bandet begynder at arbejde på deres andet fuldlængde udspil. De præsterer i den forbindelse tre såkaldte promoer bestående af numrene Portrait of An Attempted Escape, The Mind's Eye & Schindler. De får herefter en aftale i hus med Zigsound, Viby J, hvor de i mellemtiden har fået skrabet materiale nok sammen til en hel plade. 
I september 2006 meldte bandets keyboardist sig ud af gruppen efter syv års medvirken. Dette var også året, hvor Ken Holst (Bloodsoil, ex-Adversary) sluttede sig til bandet som guitarist. Bandet indledte et samarbejde med bookingbureauet, Strange Ears Booking i oktober 2006, og en måned senere skrev Compos Mentis kontrakt med pladeselskabet Mighty Music, hvorpå de udgiver deres anden fuldlængdeskive Gehennesis i begyndelsen af 2007. I januar 2007 annoncerede bandet en række koncerter i Danmark, der var en del af deres kommende Gehennesis-turné. Koncerterne fandt sted i februar 2007.
En måned senere annonceredes udgivelsesdatoen for den længe ventede plade, Gehennesis, som blev udgivet d. 26 marts i Danmark, mens den vil blive udgivet nogle måneder senere i udlandet, nemlig d. 18 juni. Udgivelsen blev fejret med et releaseparty på Billabong Bar, Århus kort før dens udgivelse. 
Bandet meddeler i september på deres hjemmeside om udskriftningen af bassist Dan Damgaard, en af bandet oprindelige medlemmer, til fordel for Claus Tørnes, hvem før kun medvirkede i bandet Mare Crisium. Den officielle forklaring af udskiftningen er som det på engelsk forklares på hjemmesiden: " ... different priorities in the band as regards the necessary dedication to Compos Mentis."Dog meddelte bandet også i samme udtalelse at Dan og bandet vil bevare venskabet, trods den hårde beslutning. 
I september begynder også den egentlige promovation af albummet Gehennesis, det sker med en turné rundt omkring i hjemlandet Danmark. Bandet spiller sammen med Chaoswave(plus de diverse opvarmningsbands såsom Zenith, Scaffold og Stictly Scandinavian) i Helsingør, København, Struer og Ribe, men cirka 10- 14 dage forinden, d. 9 og 10 september, optræder gruppen som opvarmingsband for det svenske band Dark Tranquillity, både på Voxhall, Århus og The Rock, København. Egentlig havde de kun fået spilletid på The Rock, men en månedstid senere meddeles på Voxhall's hjemmeside, at Compos Mentis nu også var tilføjet på billetten i hjembyen. Begge koncerter blev imidlerdig aflyst pga. "manglende kommunikation mellem forskellige agenturer og bands", som det fx blev formuleret på Voxhalls hjemmeside. Bandet selv fik beskeden blot 10- 12 timer forinden koncertstart, og de var tynget af beskeden, som de på deres egen netside www.composmentis.dk selv regerede følgende på: "Not much to do about it, but we are of course quite disappointed to put it gently..."
Bandet som fik pladsen som opvarmingsorkester i stedet var den svenske gruppe, Blofly, og reaktionen på deres præstation var ikke velmodtaget af publikum, heller ikke i København. Dette gjaldt også det egentlige opvarmingsband, Sonic Syndicate.
I juni 2008 er bandet tilbage i studiet, nærmere betegnet CB-Studios, Holsted, for at indspille deres tredje udspil. Pladen, som bliver produceret af Christian Bonde bliver indspillet over to perioder, fra 23 juni – 8 juli og fra 17 august – 24 august. Via en dagbogsblog på Revolution-music.dk meddeler bandet desuden at arbejdetitlen på pladen er “Our Kingdom of Decay”.

## Medlemmer
- Jesper Heinsvig – vokal
- Ryan Kristensen – guitar
- Ken Holst – guitar
- Claus Tørnes – bas
- Andreas Posselt – trommer
- Rune Klausen – keyboard

### Tidligere medlemmer
- Bo Damgaard – keyboard
- Dan Damgaard – bas

## Diskografi

### Studiealbum
- 2003: Fragments of a Withered Dream
- 2007: Gehennesis
- 2009: Our Kingdom of Decay

### Demoer
- 1999: Vulturous
- 2000: Quadrology of Sorrow

## Turnéhistorie

### Opvarmningskoncerter for Dark Tranquillity
- Voxhall, Århus – d. 9 september, 2007 (aflyst)
- The Rock, København – d. 10 september, 2007 (aflyst)

### Danmarksturné 2007
- Elværket, Helsingør – d. 26 september, 2007
- The Rock, København – d. 27 september, 2007
- Folkets Hus, Struer – d. 28 september, 2007
- Riamuf, Ribe – d. 29 september, 2007